# 니나 도브레브
니나 도브레브(영어: Nina Dobrev, 1989년 1월 9일 ~ )는 캐나다의 배우이다.

## 생애
1989년 불가리아 소피아에서 출생했다. 본명은 니콜리나 카메노바 도브레바(Николина Каменова Добрева)이다. 2살 때 캐나다 토론토로 가 그 곳에서 성장한다. 아버지 캐먼 도브레브(Kamen Dobrev)는 컴퓨터 전문가, 어머니 미케일라 도브레브(Michaela Dobrev, 혼전 성씨: 라데바·Радева)는 예술가이다. 또 오빠 알렉산더(Alexander)가 있다.
J. B. 타이렐 시니어 공립 학교(J. B. Tyrrell Sr. Public School)를 다녔고 그 곳에서 발레, 재즈 댄스, 리듬 체조를 배웠다. 그 후 스카버러에 있는 웩스포드 예술 학교를 다녔고 라이어슨 대학교에서 심리학을 전공하였다. 2008년 연기 활동을 시작하기 위해 떠나 토론토에 있는 암스트롱 연기 스튜디오에서 연기 수업을 받았다.

## 경력
니나는 《어웨이 프롬 허》, 《퓨저티브 피스》, 《네버 크라이 웨어울프》 등 여러 장편 영화와 청소년 텔레비전 시리즈 《데거러시:더 넥스트 제네레이션》에 출연했다. 2007년 웨이드 엘레인마커스 & 데이비드 바움(Wade Allain-Marcus and David Baum)의 곡 You Got That Light 뮤직비디오에 출연했다. 또한 MTV사의 드라마 《아메리칸 몰》과 The CW사의 드라마 《뱀파이어 다이어리》에 등장했다.
2009년 개봉한 에로틱 스릴러 영화 《클로이》에서 애나 역을 맡았다. 영화는 큰 수익을 냈고 애텀 이고이언 감독의 최고 수익 영화가 되었다. 2011년 4월 영화 《월플라워》의 주인공 찰리의 누나 캔디스 역에 캐스팅 되었다. 촬영은 2011년 5월 피츠버그에서 시작되었고, 2011년 6월 27 니나의 촬영이 끝났다.
2014년 8월 영화 《렛츠 비 캅스》에서 제이크 존슨, 데이먼 웨이언스 주니어과 호흡을 맞췄다. 2015년 4월 6일 인스타그램을 통해 시즌 6을 끝으로 드라마 《뱀파이어 다이어리》에서 하차한다고 밝혔다.

## 사생활
배우 이언 서머홀더와 2010년 후반부터 사귀기 시작해서 2013년 5월에 헤어졌다. 그 후 배우 겸 댄서 데릭 허프와 짧은 만남을 가졌다. 2015년 7월부터 오스틴 스토웰과 교제하다 2017년2월부로 이별했다

## 출연작품

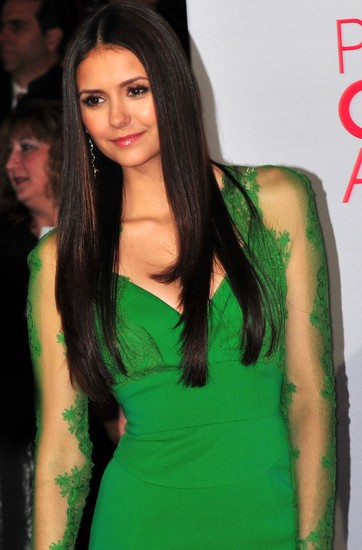
제39회 피플스 초이스상에서

### 영화
| 년도 | 제목 원제목                                           | 역할                        | 참고          |
| ---- | ----------------------------------------------------- | --------------------------- | ------------- |
| 2006 | 《어웨이 프롬 허》 Away From Her                      | 모니카                      |               |
| 2006 | 《플레잉 하우스》 Playing House                       | 어린 프래니                 |               |
| 2007 | 《하우 쉬 무브》 How She Move                         | 화장실 안에 있는 키 큰 여자 |               |
| 2007 | 《더 포잇》 The Poet                                  | 레이첼                      |               |
| 2007 | 《투 영 투 메리》 Too Young to Marry                  | 제시카                      | TV 영화       |
| 2007 | 《퓨저티브 피스》 Fugitive Pieces                     | 벨라                        |               |
| 2007 | 《마이 도터스 시크릿》 My Daughter's Secret           | 저스틴 다이저트             | TV 영화       |
| 2008 | 《리포! 더 제네틱 오페라》 Repo! The Genetic Opera    | 어린 자이드레이트 중독자    |               |
| 2008 | 《네버 크라이 웨어울프》 Never Cry Werewolf           | 로렌 핸셋                   | TV 영화       |
| 2008 | 《아메리칸 몰》 The American Mall                     | 엘리 셰퍼드                 | TV 영화       |
| 2008 | 《무키스 로》 Mookie's Law                            | 로즈벨라                    | 단편 영화     |
| 2009 | 《유 갓 댓 라이트》 You Got That Light                | 여자                        | 단편 영화     |
| 2009 | 《데거러시 고즈 헐리우드》 Degrassi Goes Hollywood    | 미아 존스                   | TV 영화       |
| 2009 | 《클로이》 Chloe                                      | 애나                        |               |
| 2011 | 《룸메이트》 The Roommate                             | 마리아                      |               |
| 2011 | 《아레나》 Arena                                      | 로리                        |               |
| 2012 | 《월플라워》 The Perks of Being a Wallflower          | 캔디스 켈멕키스             |               |
| 2014 | 《렛츠 비 캅스》 Let's Be Cops                        | 조시                        |               |
| 2015 | 《더 파이널 걸스》 The Final Girls                    | 비키                        |               |
| 2017 | 《트리플 엑스 리턴즈》 xXx: The Return of Xander Cage | 베키 웅거                   |               |
| 2017 | 《플랫라이너》 Flatliners                             | 마를로                      |               |
| 2018 | 《디어 마이 프렌드》 Then Came You                    | 이지                        |               |
| 2021 | 《러브 하드》 Love Hard                               | 나탈리                      | 넷플릭스 영화 |
| 2023 | 《범죄의 장인》 The Out-Laws                          | 파커 맥더머트               | 넷플릭스 영화 |

### 텔레비전
| 년도          | 제목 원제목                                                      | 역할                               | 참고                                     |
| ------------- | ---------------------------------------------------------------- | ---------------------------------- | ---------------------------------------- |
| 2006년-2009년 | 《데거러시: 더 넥스트 제네레이션》 Degrassi: The Next Generation | 미아 존스                          | 에피소드 52                              |
| 2008          | 《더 보더》 The Border                                           | 마이아                             | 에피소드 2                               |
| 2009          | 《원:아워》 Eleventh Hour                                        | 그레이스 달                        | 에피소드 "Eternal"                       |
| 2009          | 《메리 마다가스카》 Merry Madagascar                             | 순록 큐피트(목소리)                |                                          |
| 2009년-2015년 | 《뱀파이어 다이어리》 Winter                                     | 엘레나 길버트 캐서린 피어스 아마라 |                                          |
| 2011          | 《패밀리 가이》 Family Guy                                       | 루이즈네 학교 불량배(목소리)       | 에피소드 "Trading Places"                |
| 2011          | 《슈퍼 히어로 스쿼드 쇼》 The Super Hero Squad Show              | 엘렌(목소리)                       | 에피소드 "This Man-Thing, This Monster!" |
| 2014          | 《로봇 치킨》 Robot Chicken                                      | 콜타나, 에비, 제니(목소리)         | 에피소드 "Panthropologie"                |
| 2014          | 《더 오리지널》 The Originals                                    | 타이아 패트로바                    | 에피소드 "Red Door"                      |
| 2016          | 《립 싱크 배틀》 Lip Sync Battle                                 | 본인                               | 에피소드 "팀 티보 vs 니나 도브레브"      |
| 2017          | 《워커홀릭스》 Workaholics                                       | 코트니                             | 에피소드 "Termidate"                     |

## 수상 및 후보 목록

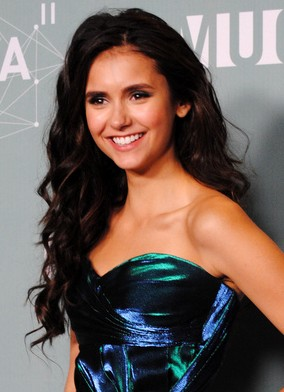
2011년 머치뮤직 비디오 시상식에서

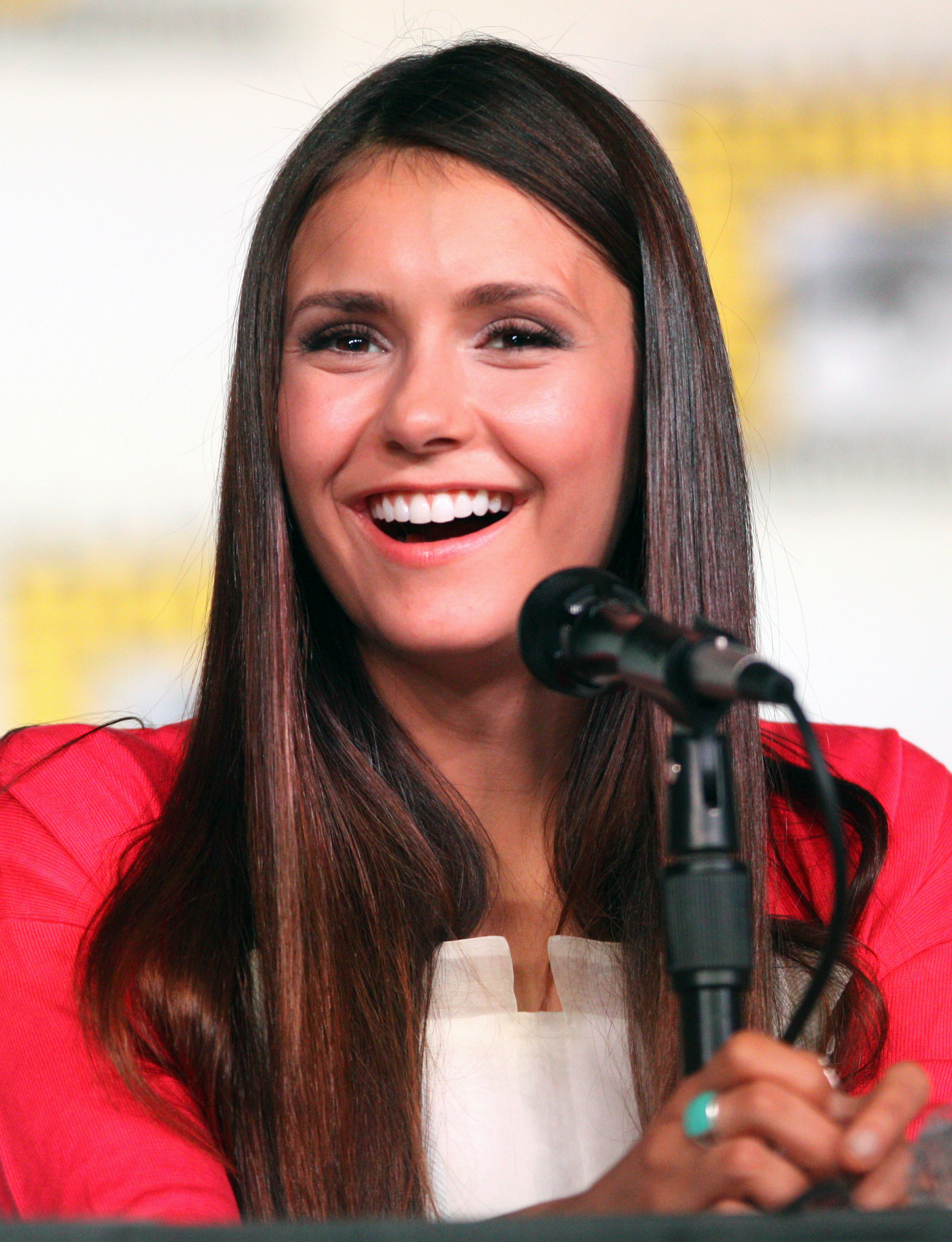
2012년 코믹콘에서

| 년도 | 제목 원제목           | 상                                                            | 결과 |
| ---- | --------------------- | ------------------------------------------------------------- | ---- |
| 2010 | 《뱀파이어 다이어리》 | 틴 초이스 어워드 - 초이스 TV 여자 신예 부문                   | 수상 |
| 2010 | 《뱀파이어 다이어리》 | 틴 초이스 어워드 - 초이스 TV 판타지/SF 여자 배우 부문         | 수상 |
| 2010 | 《뱀파이어 다이어리》 | 영 할리우드 어워드 - Making Their Mark 부문                   | 수상 |
| 2010 | 《뱀파이어 다이어리》 | 영 할리우드 어워드 - Cast to Watch 부문 (공동 수상)           | 수상 |
| 2011 | 《뱀파이어 다이어리》 | 틴 초이스 어워드 - 초이스 TV 판타지/SF 여자 배우 부문         | 수상 |
| 2011 | 《뱀파이어 다이어리》 | 틴 초이스 어워드 - 초이스 Hottie 여자 부문                    | 후보 |
| 2011 | 《뱀파이어 다이어리》 | 틴 초이스 어워드 - 초이스 뱀파이어 부문                       | 후보 |
| 2012 | 《뱀파이어 다이어리》 | 피플스 초이스상 - TV 드라마 인기 여자 배우 부문               | 수상 |
| 2012 | 《뱀파이어 다이어리》 | 틴 초이스 어워드 - 초이스 TV 판타지/SF 여자 배우 부문         | 수상 |
| 2012 | 《월플라워》          | 샌디에이고 영화 비평가 협회 - 베스트 앙상블 퍼포먼스 부문     | 수상 |
| 2013 | 《뱀파이어 다이어리》 | 틴 초이스 어워드 - TV 드라마 인기 여배우 부문                 | 후보 |
| 2013 | 《뱀파이어 다이어리》 | 틴 초이스 어워드 - 초이스 TV 판타지/SF 여자 배우 부문         | 수상 |
| 2014 | 《뱀파이어 다이어리》 | 피플스 초이스상 - SF/판타지물 TV 드라마 인기 여배우 부문      | 후보 |
| 2014 | 《뱀파이어 다이어리》 | 피플스 초이스상 - 인기 극중 커플 부문                         | 수상 |
| 2014 | 《뱀파이어 다이어리》 | 엠티비유 팬덤 어워드 - Ship Of The Year 부문                  | 수상 |
| 2014 | 《뱀파이어 다이어리》 | 틴 초이스 어워드 - 초이스 TV 판타지/SF 여자 배우 부문         | 수상 |
| 2014 | 《뱀파이어 다이어리》 | 영 할리우드 어워드 - 팬이 좋아하는 여배우 부문                | 후보 |
| 2014 | 《뱀파이어 다이어리》 | 영 할리우드 어워드 - 최고의 삼각관계 부문                     | 수상 |
| 2015 | 《뱀파이어 다이어리》 | 피플스 초이스상 - SF/판타지물 TV 드라마 인기 여배우 부문      | 후보 |
| 2015 | 《뱀파이어 다이어리》 | 피플스 초이스상 - TV드라마 인기 커플 부문                     | 수상 |
| 2015 | 《뱀파이어 다이어리》 | 틴 초이스 어워드 - 초이스 TV 판타지/SF 여자 배우 부문         | 수상 |
| 2015 | 《뱀파이어 다이어리》 | 틴 초이스 어워드 - 초이스 TV 키스 부문 (이언 서머홀더와 함께) | 수상 |